# جان جیمز اینگلس
جان جیمز اینگلس (به انگلیسی: John James Ingalls) سناتور سابق عضو حزب جمهوری‌خواه ایالات متحده آمریکا بود. وی در سال ۱۸۷۳ تا ۱۸۹۱ میلادی سناتور ایالت کانزاس در سنای ایالات متحده آمریکا بود.